# ForoCoches
ForoCoches (FC) es un foro de Internet en español orientado inicialmente a la automoción que permite la creación de hilos de discusión sobre prácticamente cualquier tema. De acuerdo con la clasificación elaborada por Alexa Internet, ForoCoches se encuentra entre los 100 sitios web más visitados de España. En 2019 es el segundo foro del mundo en español, habiendo declarado ingresos récord su único socio, Alejandro Marín (conocido como Electrik).

## Organización del foro
ForoCoches dispone de cinco zonas dirigidas al mundo del motor:
- Zona ForoCoches: centrada en hilos relacionados con cualquier tipo de vehículo de transporte (turismos, monovolúmenes, todoterrenos, camiones, autobuses, motocicletas, ciclomotores, coches eléctricos, etc.), de competición (F1, rallies, MotoGP, etc.), clásicos, modelismo, radiocontrol, maquetas y coleccionismo, diseño de vehículos.
- Zona Técnica & Info: dedicada a hilos sobre mecánica de automóviles, equipos de sonido o vídeo para vehículos, seguros, tráfico y radares, tuneo, etc.
- Zona Gaming: para hilos sobre juegos de coches o juegos en línea para ordenador y videoconsola, etc.
- Zona Comercial: para hilos sobre ayudas para la compra de vehículos nuevos (Plan PIVE) o la compraventa profesional.
- Zona Compra-Venta: centrada en la compraventa de vehículos y cualquier artículo relacionado con el mundo del motor.

También dispone de la zona Otros, para solicitar información o ayuda sobre el foro y para realizar pruebas de edición.
Sin embargo, la zona más activa del foro, con más de 176 millones de mensajes publicados (a septiembre de 2017) es la Zona General, que permite a los usuarios registrados la creación de nuevos hilos sobre temas no relacionados con el mundo del motor, como la electrónica, la informática, el empleo o los viajes. Los hilos más populares suelen tratar sobre fenómenos de Internet, relaciones interpersonales, espectáculos (ya sean deportivos, televisivos, musicales o cinematográficos), política y contenidos para mayores de edad.

## Registro
Debido a la creación de cuentas trol por parte de un gran número de usuarios, desde septiembre de 2009 es necesario disponer de una invitación para ingresar en el foro.
Entre las 22:40 y 23:05 del 31 de diciembre de 2013 y las 00:00 y 00:10 del 1 de enero de 2014, hubo la posibilidad de registrarse sin necesidad de invitación, lo cual provocó la entrada de más de 2000 nuevos usuarios en la comunidad.[cita requerida]. Desde 2016 pueden conseguirse invitaciones a través de varias campañas de marketing por parte de empresas externas (patrocinadores), lo que ha despertado cierto malestar entre los usuarios del foro, que sienten que la calidad del contenido ha disminuido.

## Impacto
En 2009, la revista FHM tuvo que nombrar a Curri Valenzuela como la periodista más sexy, seria y morbosa de la televisión española, después de que desde ForoCoches se decidiera influir en el sistema de votaciones de la revista hasta conseguir posicionarla en primer lugar. A este hecho se le conoció como "Currigate".
ForoCoches, tras la expulsión de su primera opción Chimo Bayo, decidió votar masivamente a John Cobra como representante de España en el Festival de la Canción de Eurovisión 2010. Cobra consiguió preseleccionarse, con 269.919 votos, y tras su actuación en la gala final de TVE, emitida en directo, provocó un escándalo al encararse con el público, al que atacó verbalmente y gesticulando de forma obscena. Cobra, antes de ser expulsado, se refirió a sus votantes: "¡Viva Roto2! ¡Viva Forocoches!". Los medios de comunicación juzgaron el hecho los días siguientes: «se trata probablemente de la mayor trolleada hecha desde Internet en España hasta la fecha». Desde el foro se argumentó: "Hemos saboteado un programa patético, lleno de fraudes y de paupérrima calidad musical, costeado con el dinero de todos".
En el año 2016 la Armada Británica creó una campaña llamada 'Name our ship' (ponga nombre a nuestro barco), donde buscaban poner nombre a un nuevo barco. Los usuarios del foro influyeron en la votación para que este fuera nombrado como Blas de Lezo, el almirante de la Armada española que derrotó a las tropas inglesas en la batalla de Cartagena de Indias en 1741. Pese a que la opción se encontraba en primeros puestos, los encargados de la campaña de la armada británica eliminaron esta propuesta por considerarla ofensiva.
En octubre de 2016, se organizó desde el foro el envío de gran cantidad de pizzas a la sede del PSOE con motivo de las largas reuniones que estaba manteniendo la ejecutiva del partido que terminaron con la dimisión de Pedro Sánchez como Secretario General, y tras la misma. Días después del envío masivo de pizzas, se contrató a unos mariachis que cantaron versiones de famosas rancheras adaptadas a la situación que atravesaba el PSOE.
En 2017 se volvieron a utilizar mariachis, esta vez frente al Parlament de Catalunya, con el lema "Democracia, Forocoches no te olvida", donde entonaron populares canciones españolas.
El 22 de marzo de 2017, los usuarios de ForoCoches votaron masivamente para que el concursante 'El Tekila' ganara la 2ª edición del popular programa Got Talent España. En la gala final, el propio jurado mostró su asombro e indignación por este hecho. 'El Tekila' ganó un premio compuesto por un coche y 25.000€.
También en 2017 varios usuarios consiguieron fundar un club de fútbol, denominado como Rotodos F.C. (en honor al icono mascota del foro), y que participó en la categoría regional Cuarta Catalana.
En marzo de 2018, mientras varios miembros de cuerpos de seguridad, emergencias y voluntarios buscaban al niño Gabriel Cruz, desaparecido en Níjar (Almería), varios foreros se organizaron para recaudar fondos destinados al pago de almuerzos y desayunos para los voluntarios y profesionales que estaban en la búsqueda del niño.
A inicios de mayo de ese mismo año, varios usuarios de ForoCoches habían difundido la identidad de la víctima de La Manada, lo que provocó la expulsión de más de 200 usuarios y que muchos de sus anunciantes se retiraran.
El 28 de abril de 2019, varios usuarios del foro recaudaron dinero y enviaron unos mariachis a la sede del Partido Popular, con motivo de su fracaso en las elecciones de ese mismo día. Misma operación siguieron el 10 de noviembre de ese mismo año, tras la repetición electoral, en la sede de Ciudadanos, tras su debacle electoral (pasar de 57 a 10 escaños), y el 4 de mayo de 2021, tras las elecciones a la Asamblea de Madrid, en la sede de Unidas Podemos tras la dimisión del secretario general de Podemos, y exvicepresidente del gobierno, Pablo Iglesias.
El envío de estos mariachis a políticos tras debacles electorales no se quedó sólo en España, sino que cruzaron el charco para el 7 de noviembre de 2020, para cantar en los alrededores de la Casa Blanca de Washington D. C. al expresidente de Estados Unidos, Donald Trump luego de confirmarse su derrota electoral en las elecciones de ese mismo año ante el candidato demócrata Joe Biden.

## Sistema de moderación
ForoCoches cuenta con un sistema de moderación automático en el que son los propios usuarios los que, por medio de llamadas de atención (reportes), pueden sancionar actitudes cuestionables, llegando a la prohibición de nuevas colaboraciones (o baneo) al usuario provocador o que incumpla las normas.